# Ludmilla Tourischeva
Ludmilla Ivanovna Tourischeva, em russo: Людми́ла Ива́новна Тури́щева, (Grózni, 7 de outubro de 1952) é uma ex-ginasta russa que disputou provas de ginástica artística pela extinta União Soviética.
A soviética foi nove vezes medalhista olímpica - sendo quatro delas de ouro -, onze vezes medalhista em mundias – totalizando oito primeiras colocações - e catorze vezes medalhista em campeonatos europeus – com oito de ouro. Ludmilla foi a única ginasta a unificar os títulos de campeã europeia, mundial e olímpica, após a tcheca Vera Caslavska. Depois dela, só a ucraniana Lilia Podkopayeva o fez novamente.

## Carreira
Tourischeva se tornou ginasta em 1965, ao treze anos de idade, e começou a competir dois anos mais tarde, quando obteve sua primeira medalha na Copa Soviética, na qual conquistou o ouro do concurso geral, feito não repetido no ano seguinte, ao encerrar participação com o bronze. Treinada pelo soviético Vladislav Rastorotsky, ex-técnico de Natalia Yurchenko, Ludmilla representou a União Soviética nas Olimpíadas da Cidade do México, em 1968, competição esta em que conquistou sua primeira medalha em um evento internacional de grande porte – o ouro por equipes.
No ano seguinte, a ginasta disputou mais três campeonatos. No Soviético, Ludmilla subiu ao pódio por quatro vezes: Foi bronze no individual geral e prata nas finais por aparelhos do salto, trave e solo. Na Copa Soviética, a atleta retornou à primeira colocação perdida anteriormente e, em seguida, participou de nova estreia na carreia: O Campeonato Europeu. Nele, conqusitou a terceira colocação do corcurso geral, das barras assimétricas e do solo.
Em 1970, Tourischeva tornou-se líder da equipe nacional soviética. Deste ano até 1974, venceu todos os all around dos campeonatos internacionais que se seguiram. Em ordem - No Mundial de Ljubljana, a ginasta conquistou, além do ouro do individual geral, as medalhas de bronze no salto sobre a mesa, prata nas paralelas assimétricas e ouro no solo. Em 1971, no Campeonato Europeu, foi ouro no concurso geral, no salto e no solo, seguida das pratas nas barras assimétricas e na trave. No ano seguinte, em sua segunda participação olímpica, nos Jogos de Munique, conquistou seu terceiro individual geral em sua terceira competição, além de vencer a disputa por equipes e conquistar duas medalhas nas finais por aparatos – bronze no salto e prata no solo, no qual fora superada por sua companheira de equipe, Olga Korbut. No ano de 1973, em nova edição do Campeonato Europeu, a atleta conquistou todas as medalhas de ouro individuais, além de manter o bicampeonato da competição. Já em 1974, no Mundial de Varna, foram seis conquistas em seis provas disputadas, para a ginasta de 22 anos. A primeira, o ouro por equipes, foi seguida de um novo bicampeonato no concurso geral. Nas finais por aparelhos, ouro no solo e na trave, prata no salto e bronze nas paralelas assimétricas. Em consequência de suas apresentações e resultados, Ludmilla fora considerada o exemplo da ginástica soviética na época: graciosa, elegante, de forma impecável e técnica arrojada.
No Campeonato Europeu de 1975, Ludmilla, conquistou um bronze no solo e não foi ao pódio do individual geral, vencido pela romena estreante Nadia Comaneci, enquanto sua companheira de equipe Nellie Kim, ficara com a prata. No entanto, na Copa do Mundo, a ginasta conquistara todas as medalhas de ouro disputadas, além de vencer a prova do salto, no Campeonato Nacional Soviético. Ainda na Copa do Mundo, disputanda no estádio de Wembley, sua performance nas assimétricas, marcaram o público em decorrência da quebra dos cabos de sustentação. Ao final da apresentação, as barras caíram enquanto a ginasta cumprimentava os juízes.
O ano seguinte fora seu último como profissional. Nele, a ginasta disputou os Jogos de Montreal, no Canadá e encerrou participação com quatro medalhas. A primeira, de ouro, veio no evento por equipes, seguida do bronze no concurso geral – superada por Comaneci e Kim - e das pratas no salto e no solo, ambas as provas vencidas pela compatriota Nellie Kim.
| “ | (ela) nunca teve as bochechas de algumas de suas rivais, mas pela serenidade, era suprema | ” |

Tourischeva também ficara conhecida por sua conduta esportiva. Durante os Jogos de Montreal, a ginasta foi até à vencedora, Comaneci, para pessoalmente cumprimentá-la, após receber sua medalha de ouro no concurso geral. Em 1977, a soviética casou-se com Valeri Borzov – duas vezes medalhista olímpico em 1972. No ano de 1981, fora eleita membro do Comitê Técnico da Ginástica Artística Feminina, da FIG e começou a trabalhar como treinadora na Ucrânia, onde permanece como técnica, embora não mais na seleção. Entre suas ginastas, está a campeã olímpica Lilia Podkopayeva.
Em 1998, Tourischeva fora introduzida no International Gymnastics Hall of Fame.

## Principais resultados
| Ano  | Evento                                    | AA                | Equipe          | Salto sobre o cavalo | Trave             | Barras assimétricas | Solo              |
| ---- | ----------------------------------------- | ----------------- | --------------- | -------------------- | ----------------- | ------------------- | ----------------- |
| 1967 | Copa Soviética                            | Medalha de ouro   |                 |                      |                   |                     |                   |
| 1968 | Copa Soviética                            | Medalha de bronze |                 |                      |                   |                     |                   |
| 1968 | Jogos Olímpicos                           |                   | Medalha de ouro |                      |                   |                     |                   |
| 1969 | Campeonato Europeu                        | Medalha de bronze |                 |                      | Medalha de bronze |                     | Medalha de bronze |
| 1969 | Campeonato Nacional Soviético             | Medalha de bronze |                 | Medalha de prata     |                   | Medalha de prata    | Medalha de prata  |
| 1969 | Copa Soviética                            | Medalha de ouro   |                 |                      |                   |                     |                   |
| 1970 | Campeonato Mundial de Ginástica Artística | Medalha de ouro   | Medalha de ouro | Medalha de bronze    | Medalha de prata  |                     | Medalha de ouro   |
| 1970 | Campeonato Nacional Soviético             |                   |                 |                      | Medalha de ouro   |                     | Medalha de ouro   |
| 1970 | Copa Soviética                            | Medalha de bronze |                 |                      |                   |                     |                   |
| 1971 | Campeonato Europeu                        | Medalha de ouro   |                 | Medalha de ouro      | Medalha de prata  | Medalha de prata    | Medalha de ouro   |
| 1971 | Campeonato Nacional Soviético             |                   |                 | Medalha de prata     | Medalha de bronze |                     | Medalha de prata  |
| 1971 | Copa Soviética                            | Medalha de ouro   |                 |                      |                   |                     |                   |
| 1972 | Campeonato Nacional Soviético             | Medalha de ouro   |                 | Medalha de ouro      | Medalha de ouro   |                     |                   |
| 1972 | Jogos Olímpicos                           | Medalha de ouro   | Medalha de ouro | Medalha de bronze    |                   |                     | Medalha de prata  |
| 1972 | Copa Soviética                            | Medalha de prata  |                 |                      |                   |                     |                   |
| 1973 | Campeonato Europeu                        | Medalha de ouro   |                 | Medalha de ouro      | Medalha de ouro   | Medalha de ouro     | Medalha de ouro   |
| 1973 | Campeonato Nacional Soviético             |                   |                 | Medalha de ouro      | Medalha de ouro   |                     |                   |
| 1973 | Copa Soviética                            | Medalha de ouro   |                 |                      |                   |                     |                   |
| 1974 | Campeonato Mundial de Ginástica Artística | Medalha de ouro   | Medalha de ouro | Medalha de prata     | Medalha de bronze | Medalha de ouro     | Medalha de ouro   |
| 1974 | Campeonato Nacional Soviético             | Medalha de ouro   |                 |                      |                   |                     |                   |
| 1974 | Copa Soviética                            | Medalha de ouro   |                 |                      |                   |                     |                   |
| 1975 | Copa do Mundo                             | Medalha de ouro   |                 | Medalha de ouro      | Medalha de ouro   | Medalha de ouro     | Medalha de ouro   |
| 1975 | Campeonato Europeu                        |                   |                 |                      |                   |                     | Medalha de bronze |
| 1975 | Campeonato Nacional Soviético             | Medalha de bronze |                 | Medalha de ouro      |                   |                     |                   |
| 1976 | Copa do Mundo                             | Medalha de prata  |                 |                      |                   |                     |                   |
| 1976 | Jogos Olímpicos                           | Medalha de bronze | Medalha de ouro | Medalha de prata     |                   |                     | Medalha de bronze |

## Nota
- a. ^ Nacionalidade russa, por conta da independência chechena não ser reconhecida pelo governo, ainda que declarada em 1990.